# Mallersdorf (Mallersdorf-Pfaffenberg)

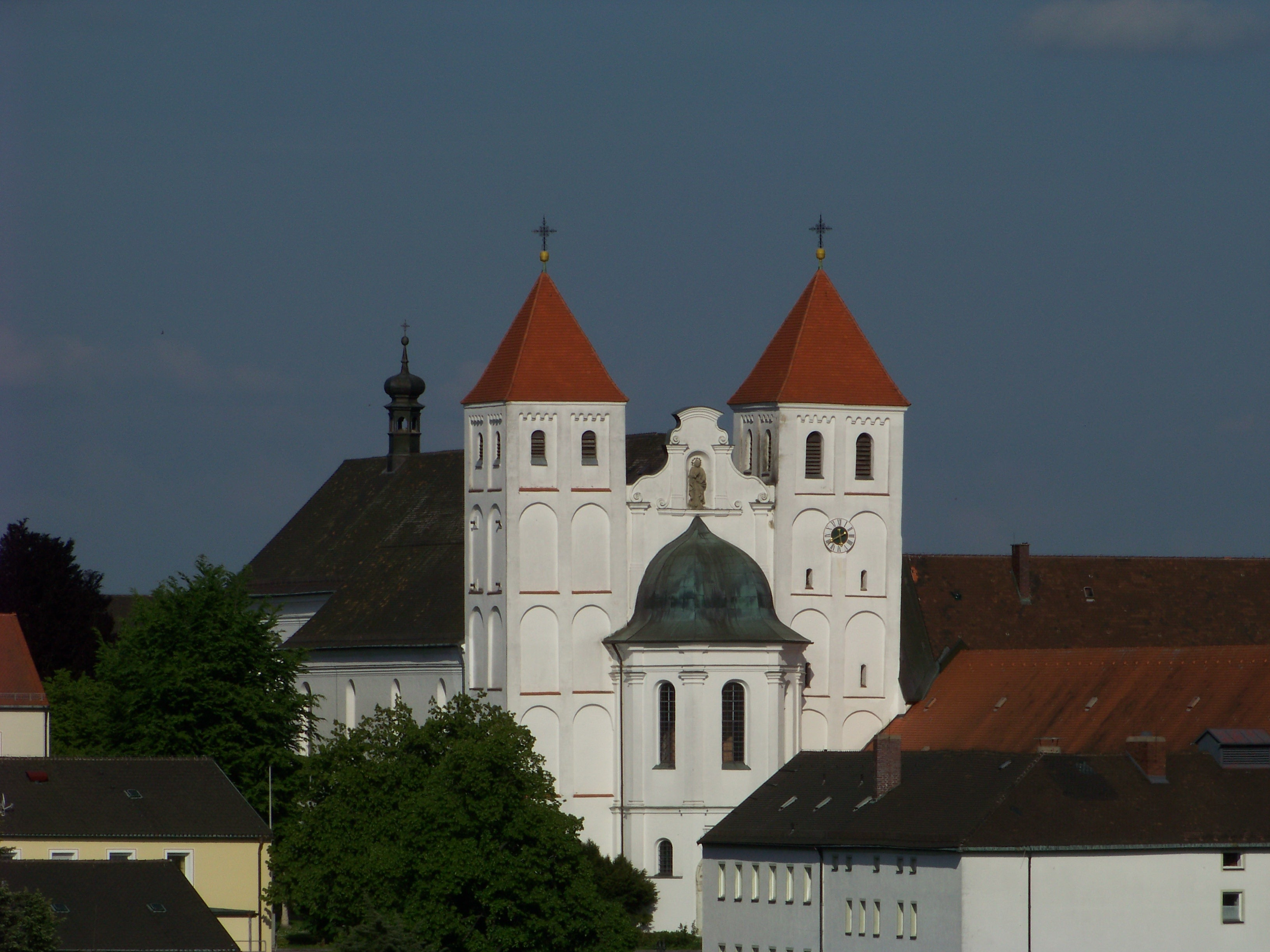
Die Pfarrkirche und ehemalige Klosterkirche St. Johannes

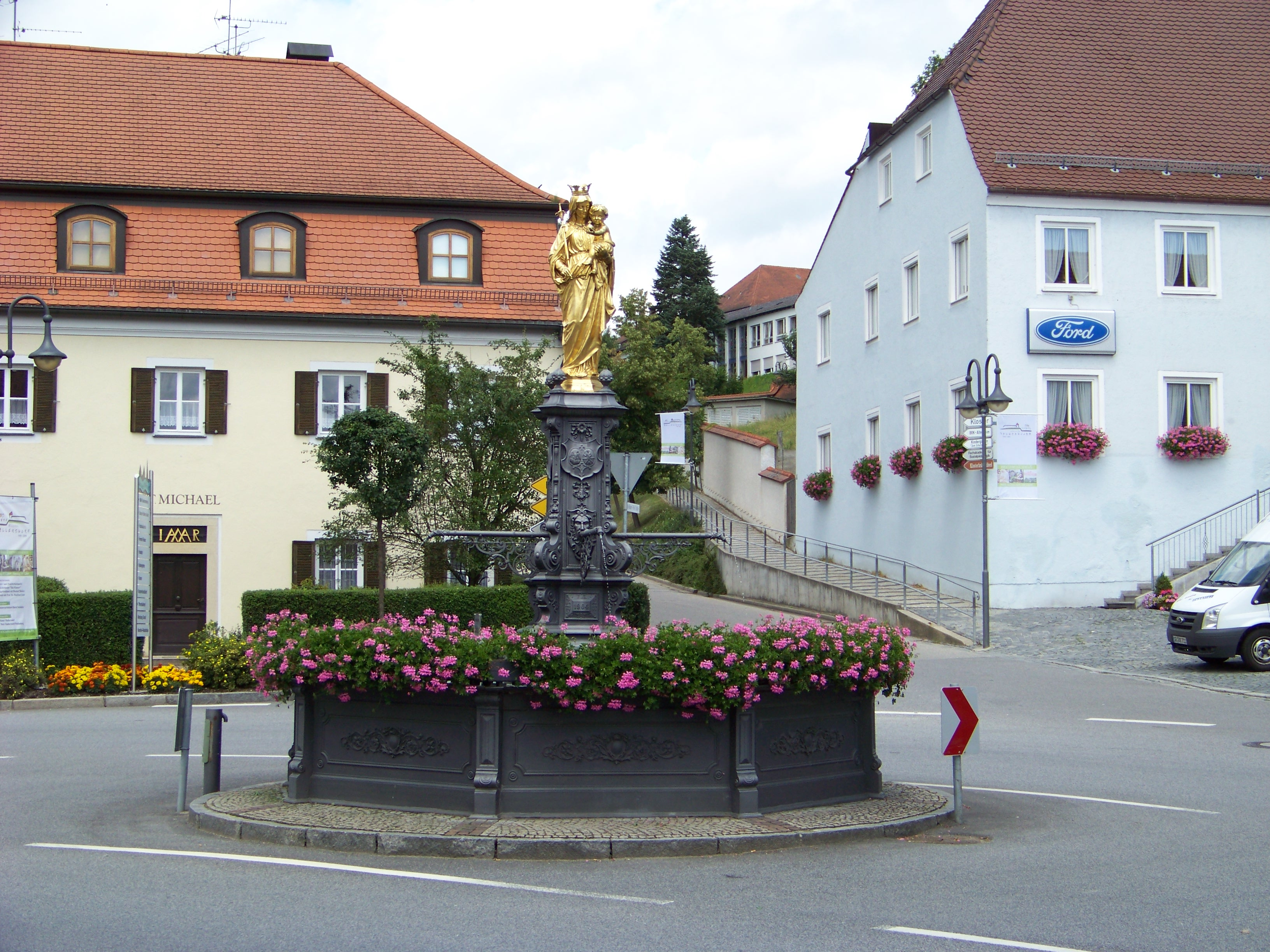
Der Marienbrunnen in Mallersdorf

Mallersdorf ist ein Gemeindeteil des Marktes Mallersdorf-Pfaffenberg im niederbayerischen Landkreis Straubing-Bogen.

## Lage
Das Dorf Mallersdorf liegt an der Kleinen Laber im Donau-Isar-Hügelland.

## Geschichte

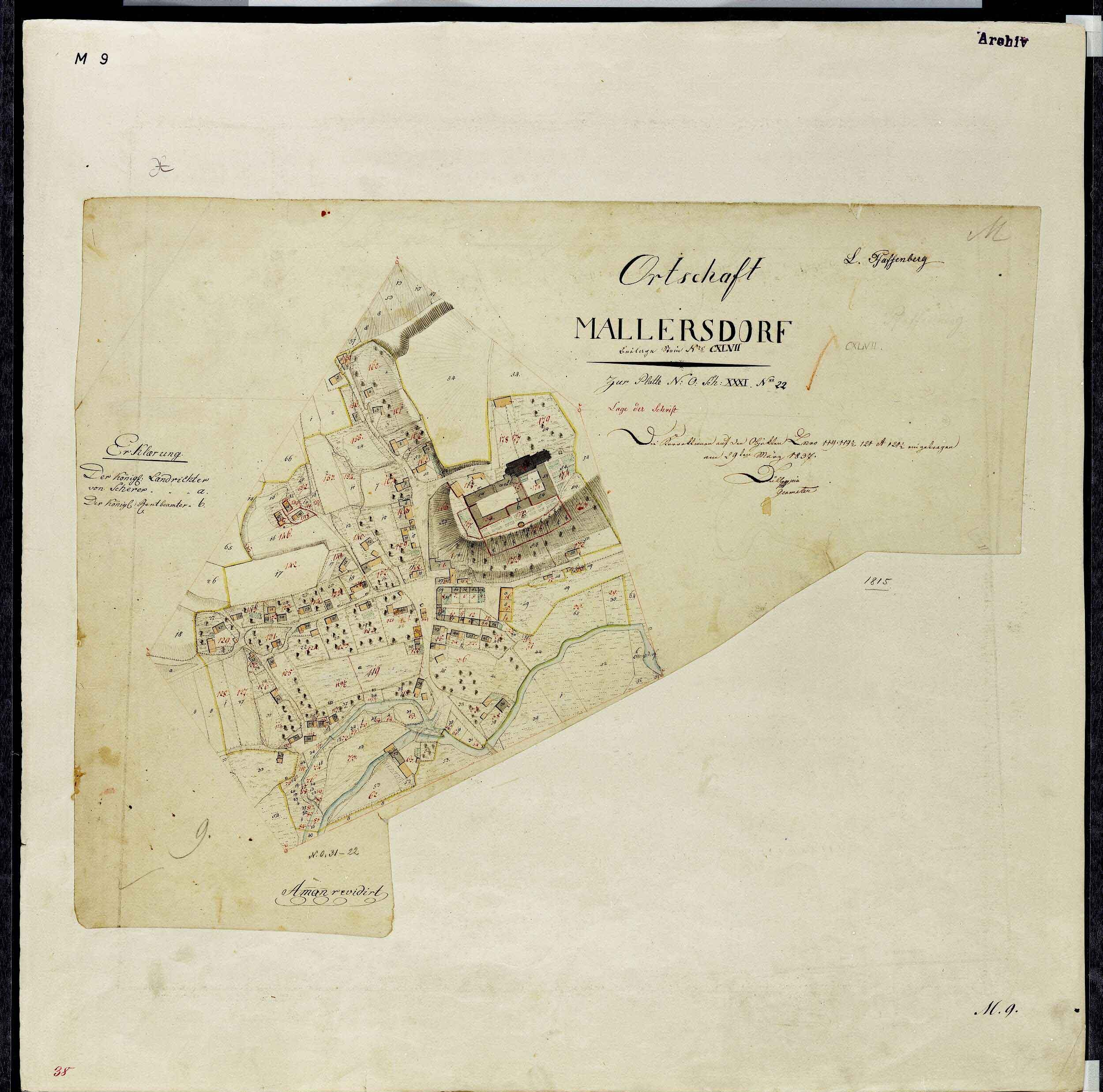
Ortsblatt der Uraufnahme (1815)

Die neunte Äbtissin von Niedermünster, Mathilde von Lupburg, hatte auf dem Johannesberg im Tal der Kleinen Laber ein kleines Sommerschloss. Dieses Schloss schenkte sie den Grafen von Kirchberg mit der Bitte, ein Kloster zu gründen. Die Grafen Heinrich und Ernst erbauten das Kloster, und im Jahr 1103 zogen die ersten Mönche von Michelberg in Bamberg ein. Der erste Abt der Benediktinermönche hieß Burkhart, dessen Namen nun auch das Gymnasium in Mallersdorf-Pfaffenberg trägt. Die erste sichere Nachricht stammt aus dem Jahr 1129, in dem König Lothar den Bau eines Klosters bestätigt. 1133 wurde es von Bischof Otto von Bamberg mit Benediktinern neu besetzt.
Das Kloster Mallersdorf erlebte eine große Blüte und hatte sogar den Titel „sedes sapientiae“, Sitz der Weisheit. Als um 1600 das Kloster auszusterben drohte, brachten die heimatlos gewordenen Benediktiner von Ebersberg neues Leben nach Mallersdorf. Mit der Säkularisation im Jahr 1803 erfolgte die Auflösung der Benediktinerabtei.
Das Landgericht verlegte am 9. August 1805 seinen Gerichtssitz von Pfaffenberg nach Mallersdorf. In einem Teil der Klosterräume wurden die staatlichen Ämter Bezirksamt, Rentamt, Amtsgericht und Gefängnis untergebracht. Am 24. Juni 1840 wurde das Gericht Pfaffenberg in Gericht Mallersdorf umbenannt. 1862 wurde neben dem Landgericht als Verwaltungsbehörde das Bezirksamt Mallersdorf eingerichtet. Mit Amtsgericht, Bezirksamt, Rentamt und Notariat bildete Mallersdorf einen voll funktionsfähigen Kreissitz.
Damit war der in Niederbayern seltene Fall eingetreten, dass ein Dorf, denn ein solches war Mallersdorf nach wie vor, nach der Säkularisation Kreissitz wurde. 1840 zählte es 14 Bauernanwesen, 36 Häusler, vier Tagelöhner, elf Handwerker, Wirt und Klosterbräu. Die ursprüngliche Nutzung des Klosters war dann ab 1869 wieder gegeben, als die Schwestern der Armen Franziskanerinnen von der Hl. Familie, die im Jahr 1855 in Pirmasens gegründet wurden, das Kloster kauften und als Mutterhaus bezogen. Sie werden deshalb auch Mallersdorfer Schwestern genannt. Obwohl Mallersdorf Kreissitz und nun auch wieder Klosterort war, übertraf der benachbarte Markt Pfaffenberg 1895 mit 806 Einwohnern immer noch den Bezirksmittelpunkt Mallersdorf, der 718 Einwohner zählte.
Erst 1952 wurde Mallersdorf zum Markt erhoben. 1970 zählte es 1740 Personen und war damit weiterhin einer der einwohnerschwächsten Sitze eines Landkreises in Bayern. Mit 69,6 Prozent verfügte es über einen verhältnismäßig hohen Anteil der Erwerbstätigen im Bereich Handel und Dienstleistungen, was vor allem seiner Funktion als Kreissitz und Klosterort geschuldet war. Im Zuge der Gebietsreform erfolgte am 1. Juli 1972 die Zusammenlegung mit dem Markt Pfaffenberg und den umliegenden Orten zum neuen Markt Mallersdorf-Pfaffenberg. Zugleich wurde der Landkreis Mallersdorf aufgelöst, und Mallersdorf verlor sämtliche Ämter und Behörden. Es blieben jedoch das Notariat, die Polizeistation und die Allgemeine Ortskrankenkasse im Ort. Neben dem Krankenhaus blieben auch ein Gymnasium und eine Realschule als wesentliche zentralörtliche Ausstattungsmerkmale erhalten.

## Sehenswürdigkeiten
- Kloster Mallersdorf. Der ausgedehnte Gebäudekomplex erhebt sich am linken Steilhang der Kleinen Laber.
- Pfarrkirche St. Johannes. Die 1109 begonnene romanische Pfeilerbasilika wurde um 1750 barockisiert. Das Bauwerk besitzt eine Doppelturmfassade und im Inneren ein Deckenfresko von Johann Schöpf mit reichem Stuckrahmen aus dem Jahr 1747. Besonders bedeutend ist der Hochaltar von Ignaz Günther, entstanden 1768 bis 1770.
- Marienbrunnen. Er wurde am 29. Mai 1904 eingeweiht und 1999/2000 restauriert.

## Bildung und Erziehung
- Burkhart-Gymnasium
- Nardini-Realschule für Mädchen
- St. Martin-Volksschule Mallersdorf-Pfaffenberg (Grund- und Mittelschule)
- St. Benedikt Schule (Schule zur individuellen Lernförderung)
- Fachakademie für Sozialpädagogik
- Kindergarten Zum Schutzengel
- Bücherei der Pfarrei St. Johannes

## Vereine
- Freiwillige Feuerwehr Mallersdorf
- Katholischer Frauenbund Mallersdorf
- Krieger- und Reservistenkameradschaft Mallersdorf
- Schützengesellschaft Mallersdorf
- Turnverein Mallersdorf

## Töchter und Söhne
- Loyolina Teufel (1900–1944), Steyler Missionsschwester und Märtyrin
- Tobias Beck (* 1987), Politiker (Freie Wähler) und IT-Projektmanager